# Chisana River
Der Chisana River ist der 169 Kilometer lange rechte Quellfluss des Tanana Rivers im Interior des US-Bundesstaats Alaska.

## Verlauf
Der Chisana River wird vom Chisana-Gletscher in den Wrangell Mountains gespeist. Er fließt zunächst 97 Kilometer in nordnordöstlicher, dann 72 Kilometer in nordwestlicher Richtung und vereinigt sich bei Northway im Tetlin National Wildlife Refuge, 66 Kilometer südöstlich von Tok, mit dem Nabesna River zum Tanana River. Der Oberlauf des Chisana River liegt in der Wrangell-St. Elias National Preserve, ein dem Wrangell-St.-Elias-Nationalpark angegliedertes Schutzgebiet. Der Chisana River gehört zum Flusssystem des Yukon River. Sein Unterlauf verläuft parallel zum Alaska Highway.  

## Name
Der Name ist abgeleitet von „Ches-tna“, einer Bezeichnung der Ureinwohner Alaskas für den Fluss, die so viel wie „roter Fluss“ bedeutet.